# Scaptesylodes incerta
Scaptesylodes incerta là một loài bướm đêm trong họ Crambidae.